# Travis Fulton
Travis Fulton (Waterloo, 29 maggio 1977 – Cedar Rapids, 10 luglio 2021) è stato un lottatore di arti marziali miste statunitense.
Era noto nel mondo delle MMA, più che per i suoi risultati e titoli vinti, per i suoi record di carriera in qualità di lottatore con il maggior numero di incontri, maggior numero di vittorie e con la più lunga striscia di imbattibilità (40 risultati utili consecutivi).
Ha comunque vinto un torneo dei pesi massimi World Vale Tudo Championship in Brasile ed ha lottato in varie federazioni di rilievo come UFC, WEC, Pancrase e RINGS.

## Carriera nel pugilato
Oltre ad essere un lottatore di arti marziali miste Fulton è un pugile professionista attivo dal 1999.
Vanta 40 incontri da professionista, e pur lottando prevalentemente nella sua zona di provenienza degli Stati Uniti ha fatto da gatekeeper a noti pugili: è difatti stato sconfitto anche da Tye Fields, Lou Savarese e Chazz Witherspoon.

## Carriera nelle arti marziali miste
Fin dal principio, quando esordì nel 1996 con la promozione Gladiators, Fulton ha sempre lottato con grande frequenza, e dopo soli due anni aveva già all'attivo 50 incontri da professionista.
Con la vittoria nel 1998 del torneo World Vale Tudo in Brasile a soli 21 anni di età Fulton si mise in luce come una delle migliori promesse statunitensi tra i pesi massimi delle arti marziali miste, e già si era confrontato con lottatori del calibro di Jeremy Horn, Matt Lindland e Dan Severn.
Nel 1999 esordì nella prestigiosa UFC con una sconfitta contro Pete Williams per sottomissione.
Successivamente in un'altra promozione sconfisse il quotato Heath Herring e venne conseguentemente richiamato in UFC, dove vinse contro David Dodd ai punti, portando il proprio record personale a 59-17-5: fu il suo ultimo incontro in UFC.
Proseguì la sua carriera in altre promozioni continuando a combattere moltissimi incontri, e non riuscendo quasi mai a superare lottatori di livello come Renato Sobral, Ricco Rodriguez, Evan Tanner, Rich Franklin, Forrest Griffin e Andrei Arlovski.
Fu proprio negli anni 2000 che, combattendo prevalentemente in promozioni minori, riuscì a inanellare delle serie impressionanti di vittorie consecutive: nel 2004, dopo la sconfitta patita per mano di Eric Pele, vinse 24 incontri consecutivi fino all'incontro perso contro Mike Whitehead nel 2005; dopo quella sconfitta avviò la storica striscia di 40 vittorie consecutive, striscia che terminò nel 2007 quando Ben Rothwell lo sottomise; nel 2008 diede vita ad una nuova serie di risultati utili consecutivi che si fermò a 28 incontri con la sconfitta per mano di Ricco Rodriguez nel 2010.
Negli anni 2010 ha combattuto per alcuni titoli, come il titolo dei pesi massimi Calvary e il titolo dei pesi massimi Titan, persi entrambi contro Khoa Pham, e vinse altri incontri alcuni dei quali non gli vennero riconosciuti come ufficiali; nel 2013 raggiunse la meta delle 250 vittorie in carriera.

## Risultati nelle arti marziali miste
| Risultato  | Record        | Avversario           | Metodo                                   | Evento                                                 | Data              | Round | Tempo | Città                                    | Note |
| ---------- | ------------- | -------------------- | ---------------------------------------- | ------------------------------------------------------ | ----------------- | ----- | ----- | ---------------------------------------- | ---- |
| Vittoria   | 255–54–10 (1) | Shannon Ritch        | Sottomissione (forearm choke)            | M-1 Global: Road to M-1 USA 2                          | 4 aprile 2019     | 2     | 0:41  | Winterhaven, Stati Uniti                 |      |
| Vittoria   | 254–54–10 (1) | Johnathan Ivey       | KO Tecnico (ritiro)                      | Colosseum Combat 45                                    | 30 giugno 2018    | 1     | 3:50  | Kokomo, Stati Uniti                      |      |
| Sconfitta  | 253–54–10 (1) | Attila Végh          | Sottomissione (arm-triangle choke)       | Oktagon 4: Challenge Finals 2                          | 12 novembre 2017  | 1     | 3:23  | Bratislava, Slovacchia                   |      |
| Vittoria   | 253–53–10 (1) | Sergey Spivak        | Sottomissione (rear-naked choke)         | World Warriors Fighting Championship 7                 | 14 giugno 2017    | 1     | 2:50  | Kiev, Ucraina                            |      |
| Sconfitta  | 253–52–10 (1) | Admir Bogucanin      | Sottomissione (north-south choke)        | Superior Fighting Championship 16                      | 11 marzo 2017     | 1     | 0:46  | Darmstadt, Germania                      |      |
| Sconfitta  | 253–51–10 (1) | Brad Scholten        | Decisione (unanime)                      | VFC - Fight Night Waterloo                             | 7 maggio 2017     | 3     | 5:00  | Waterloo, Stati Uniti                    |      |
| Vittoria   | 252–51–10 (1) | John Reed            | KO Tecnico (pugni)                       | Iowa Challenge 122                                     | 19 gennaio 2016   | 1     | 0:48  | Waterloo, Stati Uniti                    |      |
| Sconfitta  | 251–51–10 (1) | Lechi Kurbanov       | KO Tecnico (stop medico)                 | WFCA 9 - Grozny Battle                                 | 4 ottobre 2015    | 1     | 5:00  | Grozny, Russia                           |      |
| Sconfitta  | 251–50–10 (1) | Alexei Kudin         | KO Tecnico (pugni)                       | Russian MMA Union - New Horizons Grand Final           | 22 novembre 2014  | 1     | 1:34  | Minsk, Bielorussia                       |      |
| Vittoria   | 251–49–10 (1) | DaVonta Nunn         | Sottomissione (armbar)                   | Iowa Challenge 100                                     | 29 agosto 2014    | 1     | 1:01  | Waterloo, Stati Uniti                    |      |
| Vittoria   | 250–49–10 (1) | Blake Breitsprecher  | KO Tecnico (pugni)                       | Iowa Challenge 89                                      | 17 agosto 2013    | 1     | 1:39  | Waterloo, Stati Uniti                    |      |
| Vittoria   | 249–49–10 (1) | Ryan Scheeper        | KO Tecnico (Sottomissione ai pugni)      | Iowa Challenge 80                                      | 19 marzo 2013     | 1     | 0:30  | Waterloo, Stati Uniti                    |      |
| Vittoria   | 248–49–10 (1) | Brad Scholten        | Decisione (non unanime)                  | Iowa Challenge 69                                      | 18 agosto 2012    | 3     | 5:00  | Waterloo, Stati Uniti                    |      |
| Sconfitta  | 247–49–10 (1) | Andrei Arlovski      | KO (calcio alla testa)                   | ProElite II: Big Guns                                  | 5 novembre 2011   | 3     | 4:59  | Moline, Stati Uniti                      |      |
| Vittoria   | 247–48–10 (1) | Michael Smith        | KO (calcio alla testa)                   | Iowa Challenge 63                                      | 22 ottobre 2011   | 1     | 1:19  | Waterloo, Stati Uniti                    |      |
| Vittoria   | 246–48–10 (1) | Jesse Nunez          | Sottomissione (forearm choke)            | Iowa Challenge 63                                      | 4 giugno 2011     | 1     | 1:47  | Cedar Rapids, Stati Uniti                |      |
| Vittoria   | 245–48–10 (1) | John McElroy         | Sottomissione (triangle choke)           | Iowa Challenge 63                                      | 19 marzo 2011     | 1     | 4:20  | Waterloo, Stati Uniti                    |      |
| Vittoria   | 244–48–10 (1) | Waylon Goldsmith     | KO Tecnico (pugni)                       | Iowa Challenge 62                                      | 22 gennaio 2011   | 1     | 0:27  | Waterloo, Stati Uniti                    |      |
| Sconfitta  | 243–48–10 (1) | Jeff Monson          | Sottomissione (kimura)                   | Elite Promotions / Fight Time Promotions: Fight Time 2 | 23 ottobre 2010   | 1     | 4:40  | Pompano Beach, Stati Uniti               |      |
| Sconfitta  | 243–47–10 (1) | Justin Newcomb       | KO Tecnico (pugni)                       | Fury Fights                                            | 2 ottobre 2010    | 1     | 1:11  | Watertown, Stati Uniti                   |      |
| Vittoria   | 243–46–10 (1) | Preston Shane        | KO (pugni)                               | TP: Calm Before the Storm                              | 16 settembre 2010 | 2     | 0:57  | Waterloo, Stati Uniti                    |      |
| Sconfitta  | 242–46–10 (1) | Ricco Rodriguez      | KO (calcio alla testa)                   | Cage Thug                                              | 1 maggio 2010     | 1     | N/A   | Waterloo, Stati Uniti                    |      |
| Vittoria   | 242–45–10 (1) | Brad Kohler          | KO (calcio alla testa)                   | CFX / XKL: Mayhem in Minneapolis                       | 24 aprile 2010    | 1     | 1:01  | Minneapolis, Stati Uniti                 |      |
| Vittoria   | 241–45–10 (1) | Blake Breitsprecher  | Sottomissione (rear-naked choke)         | Cage Thug                                              | 26 marzo 2010     | 1     | 0:45  | Evansdale, Stati Uniti                   |      |
| Vittoria   | 240–45–10 (1) | Bob Breshears        | Sottomissione (armbar)                   | Cage Thug                                              | 6 marzo 2010      | 2     | 0:30  | Cedar Rapids, Stati Uniti                |      |
| Vittoria   | 239–45–10 (1) | Anton Tomash         | KO (pugno)                               | CVFA: Friday Night Fights                              | 5 marzo 2010      | 2     | 0:15  | Newton, Stati Uniti                      |      |
| Vittoria   | 238–45–10 (1) | Anton Tomash         | Sottomissione (armbar)                   | Cage Thug                                              | 27 febbraio 2010  | 1     | 2:50  | Union, Stati Uniti                       |      |
| Vittoria   | 237–45–10 (1) | James Neely          | Sottomissione (armbar)                   | TP – Alabama Pride: Iowa vs. Alabama                   | 5 febbraio 2010   | 1     | N/A   | Pelham, Stati Uniti                      |      |
| Vittoria   | 236–45–10 (1) | Matt Brenner         | KO (pugni)                               | CVFA: Amateur War Zone                                 | 29 gennaio 2010   | 2     | 0:53  | Dubuque, Stati Uniti                     |      |
| Vittoria   | 235–45–10 (1) | Anthony Clark        | KO (pugni)                               | CVFA: Rage in the Cage 2                               | 29 gennaio 2010   | 1     | 0:58  | Waterloo, Stati Uniti                    |      |
| Vittoria   | 234–45–10 (1) | Jesse Nunez          | Sottomissione (armbar)                   | Cage Thug                                              | 23 gennaio 2010   | 1     | 2:03  | Cedar Rapids, Stati Uniti                |      |
| Vittoria   | 233–45–10 (1) | Robert Casey         | KO (pugni)                               | Cage Thug                                              | 31 dicembre 2009  | 2     | N/A   | West Union, Stati Uniti                  |      |
| Vittoria   | 232–45–10 (1) | Willie Johnson       | KO Tecnico (ritiro)                      | Cage Thug                                              | 29 dicembre 2009  | 2     | 3:00  | Waterloo, Stati Uniti                    |      |
| Vittoria   | 231–45–10 (1) | Steven Morlock       | Sottomissione (armbar)                   | CVFA: Rage in the Cage                                 | 28 novembre 2009  | 2     | 1:40  | Waterloo, Stati Uniti                    |      |
| Vittoria   | 230–45–10 (1) | Abraham Garcia       | KO Tecnico (stop medico)                 | CVFA: Rumble in Hills                                  | 12 settembre 2009 | 1     | 1:14  | Hills, Stati Uniti                       |      |
| Vittoria   | 229–45–10 (1) | Jeff Flanagan        | KO Tecnico (pugni)                       | Thunder in the Sand                                    | 5 settembre 2009  | 2     | N/A   | Conesville, Stati Uniti                  |      |
| Vittoria   | 228–45–10 (1) | Austin Sisson        | KO (pugni)                               | Iowa Challenge 53: Kickfest in the Cage                | 15 agosto 2009    | 2     | 0:12  | Iowa, Stati Uniti                        |      |
| Vittoria   | 227–45–10 (1) | Tony Crawford        | Sottomissione (rear-naked choke)         | MFC 8: Ultimate Outlaws                                | 14 agosto 2009    | 1     | 1:12  | Iowa, Stati Uniti                        |      |
| Vittoria   | 226–45–10 (1) | Dylan Sherman        | KO (calcio alla testa)                   | CVFA: Season's Beatings                                | 27 dicembre 2008  | 2     | 0:10  | Waterloo, Stati Uniti                    |      |
| Vittoria   | 225–45–10 (1) | Jamie Klair          | KO (pugni)                               | TCI: Season's Beatings                                 | 20 dicembre 2008  | 1     | 0:21  | Sioux Falls, Stati Uniti                 |      |
| Vittoria   | 224–45–10 (1) | Preston Shane        | Sottomissione (rear-naked choke)         | CVFA: Rumble on the Rock 2                             | 13 dicembre 2008  | 3     | N/A   | Steamboat Rock, Stati Uniti              |      |
| Vittoria   | 223–45–10 (1) | Dylan Sherman        | Sottomissione (rear-naked choke)         | IC 49: Kickfest                                        | 25 ottobre 2008   | 1     | 2:42  | Waterloo, Stati Uniti                    |      |
| Vittoria   | 222–45–10 (1) | Bryan Robinson       | Sottomissione (kimura)                   | TCI: Fight Hunger                                      | 17 ottobre 2008   | 1     | 2:24  | Sioux Falls, South Dakota, United States |      |
| Vittoria   | 221–45–10 (1) | Bryan Robinson       | KO Tecnico (pugni)                       | CVFA: Rumble on the Rock                               | 27 settembre 2008 | 2     | 1:00  | Steamboat Rock, Stati Uniti              |      |
| Vittoria   | 220–45–10 (1) | Christopher Clarkson | KO Tecnico (pugni)                       | CVFA: Battle For Women's Belts                         | 6 settembre 2008  | 1     | 0:46  | Waterloo, Stati Uniti                    |      |
| Vittoria   | 219–45–10 (1) | Vic Hall             | Sottomissione (rear-naked choke)         | CVFA: Independence Day                                 | 5 luglio 2008     | 2     | 0:27  | Cedar Falls, Stati Uniti                 |      |
| Vittoria   | 218–45–10 (1) | Steve Shewry         | KO (pugno)                               | CVFA: Battle For the Belts                             | 19 aprile 2008    | 2     | 0:07  | Waterloo, Stati Uniti                    |      |
| Vittoria   | 217–45–10 (1) | Steve Shewry         | KO (pugni)                               | CVFA: Ironman Challenge                                | 7 marzo 2008      | 3     | N/A   | Pella, Stati Uniti                       |      |
| Vittoria   | 216–45–10 (1) | Kris Crabtree        | Sottomissione (rear-naked choke)         | Extreme Challenge 90                                   | 29 febbraio 2008  | 1     | N/A   | Fort Dodge, Iowa, Stati Uniti            |      |
| Vittoria   | 215–45–10 (1) | Matt Langbehn        | KO (pugno)                               | Cedar Valley Fighting Association                      | 16 febbraio 2008  | 1     | N/A   | Waterloo, Stati Uniti                    |      |
| Sconfitta  | 214–45–10 (1) | Chris Tuchscherer    | Decisione (unanime)                      | Max Fights 2                                           | 26 gennaio 2008   | 3     | 5:00  | Fargo, Stati Uniti                       |      |
| Vittoria   | 214–44–10 (1) | Russ Love            | KO (pugno)                               | Iowa Challenge 46                                      | 12 gennaio 2008   | 1     | 0:20  | Iowa, Stati Uniti                        |      |
| Sconfitta  | 213–44–10 (1) | Travis Wiuff         | KO Tecnico (pugni)                       | Smash: MMA                                             | 30 novembre 2007  | 2     | 3:27  | Virginia, Stati Uniti                    |      |
| Vittoria   | 213–43–10 (1) | Bryan Robinson       | KO Tecnico (pugni)                       | CVFA: Ironman Challenge                                | 17 novembre 2007  | 2     | 1:10  | Rudd, Stati Uniti                        |      |
| Vittoria   | 212–43–10 (1) | Bryan Ewhers         | Sottomissione (rear-naked choke)         | CVFA: Fall Brawl                                       | 13 ottobre 2007   | 3     | 1:15  | Waterloo, Stati Uniti                    |      |
| Vittoria   | 211–43–10 (1) | Wes Sims             | Decisione (unanime)                      | FF: Capitol Punishment                                 | 29 settembre 2007 | 3     | 5:00  | Columbus, Stati Uniti                    |      |
| Vittoria   | 210–43–10 (1) | Bryan Robinson       | KO Tecnico (Sottomissione ai pugni)      | CVFA: Brawl at the Falls 2                             | 22 settembre 2007 | 3     | N/A   | Iowa Falls, Stati Uniti                  |      |
| Vittoria   | 209–43–10 (1) | Paul Bowers          | Decisione (non unanime)                  | Max Fights 1                                           | 7 settembre 2007  | 3     | 5:00  | Fargo, Stati Uniti                       |      |
| Vittoria   | 208–43–10 (1) | Wayne Porter         | Sottomissione (americana)                | Iowa Challenge 39                                      | 14 luglio 2007    | 1     | 0:53  | Iowa, Stati Uniti                        |      |
| Vittoria   | 207–43–10 (1) | Mark Long            | KO (pugni)                               | CVFA: Summer Beatdown                                  | 13 luglio 2007    | 2     | 1:37  | Waterloo, Stati Uniti                    |      |
| Vittoria   | 206–43–10 (1) | Dusty Puckett        | KO Tecnico (Sottomissione ai pugni)      | Extreme Challenge 79                                   | 16 giugno 2007    | 1     | 2:02  | Davenport, Stati Uniti                   |      |
| Sconfitta  | 205–43–10 (1) | Ben Rothwell         | Sottomissione (kimura)                   | IFL: Chicago                                           | 19 maggio 2007    | 2     | 3:11  | Chicago, Stati Uniti                     |      |
| Vittoria   | 205–42–10 (1) | Mark Boyer           | KO (pugno)                               | Battle of Champions: Round 2                           | 5 maggio 2007     | 1     | 1:31  | Davenport, Stati Uniti                   |      |
| Vittoria   | 204–42–10 (1) | Tyson Smith          | KO Tecnico (pugni)                       | CVFA: Return of the Champions                          | 28 aprile 2007    | 1     | 1:24  | Iowa, Stati Uniti                        |      |
| Vittoria   | 203–42–10 (1) | Steve Fiscus         | KO (pugno)                               | Revolution Cage Fighting 6                             | 13 aprile 2007    | 1     | 1:03  | Eau Claire, Stati Uniti                  |      |
| Vittoria   | 202–42–10 (1) | AJ Broer             | KO (pugno)                               | Ironman Challenge 27                                   | 31 marzo 2007     | 1     | 0:25  | Iowa, Stati Uniti                        |      |
| Vittoria   | 201–42–10 (1) | Jessie Garcia        | KO Tecnico (pugni)                       | Ironman Challenge 22                                   | 23 febbraio 2007  | 1     | 2:33  | Iowa, Stati Uniti                        |      |
| Vittoria   | 200–42–10 (1) | Kirk Nielsen         | Sottomissione (guillotine choke)         | Ironman Challenge 22                                   | 23 febbraio 2007  | 1     | 1:10  | Iowa, Stati Uniti                        |      |
| Vittoria   | 199–42–10 (1) | Rory Prazak          | Sottomissione (americana)                | Ironman Challenge 21                                   | 9 febbraio 2007   | 4     | 0:40  | Iowa, Stati Uniti                        |      |
| Vittoria   | 198–42–10 (1) | Rodney Arp           | Sottomissione (rear-naked choke)         | Ironman Challenge 21                                   | 9 febbraio 2007   | 4     | 0:42  | Iowa, Stati Uniti                        |      |
| Vittoria   | 197–42–10 (1) | Jason Roszell        | KO Tecnico (pugni)                       | Iowa Challenge 34                                      | 3 febbraio 2007   | 1     | 1:24  | Quincy, Stati Uniti                      |      |
| Vittoria   | 196–42–10 (1) | Scott Pulse          | KO (pugno)                               | Fury Fights: Temple Fight Night                        | 27 gennaio 2007   | 1     | 0:12  | Brookings, Stati Uniti                   |      |
| Vittoria   | 195–42–10 (1) | Mike Kofoot          | Sottomissione (proiezione)               | Ironman Challenge 17                                   | 15 dicembre 2006  | 3     | N/A   | Iowa, Stati Uniti                        |      |
| Vittoria   | 194–42–10 (1) | Bryan Robinson       | Sottomissione (armbar)                   | Ironman Challenge 14                                   | 17 novembre 2006  | 5     | N/A   | Iowa, Stati Uniti                        |      |
| Vittoria   | 193–42–10 (1) | Steve Fiscus         | KO (pugni)                               | Ironman Challenge 14                                   | 17 novembre 2006  | 3     | N/A   | Iowa, Stati Uniti                        |      |
| Vittoria   | 192–42–10 (1) | Bryan Robinson       | KO (pugno)                               | Ironman Challenge 13                                   | 3 novembre 2006   | 2     | 1:44  | Iowa, Stati Uniti                        |      |
| Vittoria   | 191–42–10 (1) | John Medina          | KO Tecnico (Sottomissione ai pugni)      | Ironman Challenge 12                                   | 27 ottobre 2006   | 1     | 1:57  | Iowa, Stati Uniti                        |      |
| Vittoria   | 190–42–10 (1) | Manuel Quiroz        | Sottomissione (toe hold)                 | Ironman Challenge 11                                   | 20 ottobre 2006   | 1     | 3:20  | Manchester, Stati Uniti                  |      |
| Vittoria   | 189–42–10 (1) | Belal Alhmaibie      | Sottomissione (armbar)                   | Kickfest 11: Fall Brawl                                | 17 ottobre 2006   | 2     | 1:34  | Waterloo, Stati Uniti                    |      |
| Vittoria   | 188–42–10 (1) | Mike Kofoot          | Sottomissione (proiezione)               | NFA: Night of the Beast                                | 23 settembre 2006 | 1     | N/A   | Fargo, Stati Uniti                       |      |
| Vittoria   | 187–42–10 (1) | Mike Kofoot          | KO Tecnico (stop medico)                 | Fight Club Underground                                 | 14 settembre 2006 | 1     | N/A   | Minneapolis, Stati Uniti                 |      |
| Vittoria   | 186–42–10 (1) | Ben Thoma            | KO Tecnico (Sottomissione ai pugni)      | Iowa Challenge 30                                      | 9 settembre 2006  | 1     | 3:55  | Waterloo, Stati Uniti                    |      |
| Vittoria   | 185–42–10 (1) | Mike Kofoot          | KO (pugni)                               | Royalty Fight Night 1                                  | 3 settembre 2006  | 1     | 0:51  | Emmetsburg, Stati Uniti                  |      |
| Vittoria   | 184–42–10 (1) | Shawn Nolan          | KO Tecnico (pugni)                       | Rumble on the River 6                                  | 2 settembre 2006  | 1     | 0:45  | Conesville, Stati Uniti                  |      |
| Vittoria   | 183–42–10 (1) | Brad Scholten        | KO (pugni)                               | Extreme Contact Fighting 2                             | 22 luglio 2006    | 1     | 1:49  | Fort Dodge, Stati Uniti                  |      |
| Vittoria   | 182–42–10 (1) | John George          | KO (pugni)                               | Kickfest 10: Summer Brawl                              | 17 giugno 2006    | 1     | 1:36  | Iowa, Stati Uniti                        |      |
| Vittoria   | 181–42–10 (1) | Ben Byrd             | KO Tecnico (pugni)                       | Ironman Challenge 8                                    | 3 giugno 2006     | 1     | 1:05  | Prairie du Chien, Stati Uniti            |      |
| Vittoria   | 180–42–10 (1) | John McElroy         | KO (pugni)                               | River City Fight Club                                  | 20 maggio 2006    | 1     | 3:29  | Conesville, Stati Uniti                  |      |
| Vittoria   | 179–42–10 (1) | Rory Prazak          | KO (pugni)                               | Ironman Challenge 7                                    | 19 maggio 2006    | 1     | N/A   | Iowa, Stati Uniti                        |      |
| Vittoria   | 178–42–10 (1) | Dan Wheatley         | KO (pugni)                               | Ironman Challenge 6                                    | 12 maggio 2006    | 2     | N/A   | Iowa, Stati Uniti                        |      |
| Vittoria   | 177–42–10 (1) | Mark Long            | KO (pugni)                               | CVFA: Caged Combat                                     | 6 maggio 2006     | 1     | 1:59  | Iowa, Stati Uniti                        |      |
| Vittoria   | 176–42–10 (1) | Mike Caswell         | KO (pugno)                               | CVFA: Friday Night Throwdown 2                         | 24 marzo 2006     | 1     | 0:10  | Waterloo, Stati Uniti                    |      |
| Vittoria   | 175–42–10 (1) | Chris Clark          | Sottomissione (front choke)              | Ironman Challenge 2                                    | 17 marzo 2006     | 2     | N/A   | Iowa, Stati Uniti                        |      |
| Vittoria   | 174–42–10 (1) | Nowanda Bell         | KO (pugno)                               | Ironman Challenge 1                                    | 10 marzo 2006     | 2     | 0:20  | Charles City, Stati Uniti                |      |
| Vittoria   | 173–42–10 (1) | Shawn Nolan          | KO Tecnico (pugni)                       | CVFA: Friday Night Throwdown                           | 6 gennaio 2006    | 1     | 1:17  | Cedar Rapids, Stati Uniti                |      |
| Vittoria   | 172–42–10 (1) | Manuel Quiroz        | KO (pugni)                               | Coliseum 2                                             | 28 dicembre 2005  | 1     | N/A   | Rochester, Stati Uniti                   |      |
| Vittoria   | 171–42–10 (1) | Brandon Quigley      | Sottomissione (rear-naked choke)         | Kickfest: November Kickfest                            | 26 novembre 2005  | 1     | N/A   | Moline, Stati Uniti                      |      |
| Vittoria   | 170–42–10 (1) | Chris Clark          | KO Tecnico (Sottomissione ai pugni)      | Rumble on the River 5                                  | 27 agosto 2005    | 1     | 0:50  | Conesville, Stati Uniti                  |      |
| Vittoria   | 169–42–10 (1) | Steve Pilkington     | Sottomissione (rear-naked choke)         | AFA: The Octagon 2                                     | 10 giugno 2005    | 1     | 2:20  | Waterloo, Stati Uniti                    |      |
| Vittoria   | 168–42–10 (1) | Dan Wheatley         | KO (pugno)                               | Spring Brawl                                           | 30 aprile 2005    | 1     | N/A   | Minot, Stati Uniti                       |      |
| Vittoria   | 167–42–10 (1) | Rory Prazak          | KO (pugno)                               | Spring Brawl                                           | 30 aprile 2005    | 1     | N/A   | Minot, Stati Uniti                       |      |
| Vittoria   | 166–42–10 (1) | Session Harper       | Sottomissione (rear-naked choke)         | XKK: St. Paul                                          | 23 aprile 2005    | 1     | 0:35  | St. Paul, Stati Uniti                    |      |
| Sconfitta  | 165–42–10 (1) | Mike Whitehead       | Sottomissione (scarfhold headlock choke) | Extreme Challenge 61                                   | 22 aprile 2005    | 1     | 1:48  | Osceola, Stati Uniti                     |      |
| Vittoria   | 165–41–10 (1) | Dan Wheatley         | KO Tecnico (Sottomissione ai pugni)      | AFC 1: Takedown                                        | 9 aprile 2005     | 1     | N/A   | Omaha, Stati Uniti                       |      |
| Vittoria   | 164–41–10 (1) | Greg Larson          | Sottomissione (armbar)                   | Downtown Destruction 3                                 | 2 marzo 2005      | 1     | N/A   | Des Moines, Stati Uniti                  |      |
| Vittoria   | 163–41–10 (1) | Kaelan Gruchow       | Sottomissione (rear-naked choke)         | Kickfest 8                                             | 12 febbraio 2005  | 1     | 1:18  | Clive, Iowa, Stati Uniti                 |      |
| Vittoria   | 162–41–10 (1) | Rory Prazak          | KO Tecnico (pugni)                       | NFA: Super Brawl                                       | 29 gennaio 2005   | 1     | 2:13  | Dakota del Nord, Stati Uniti             |      |
| Vittoria   | 161–41–10 (1) | Kyle Olsen           | KO Tecnico (Sottomissione ai pugni)      | AFA: Friday Night Fights                               | 14 gennaio 2005   | 1     | 1:00  | Waterloo, Stati Uniti                    |      |
| Vittoria   | 160–41–10 (1) | Manuel Quiroz        | Sottomissione (rear-naked choke)         | Downtown Destruction 1                                 | 12 gennaio 2005   | 1     | 0:49  | Des Moines, Stati Uniti                  |      |
| Vittoria   | 159–41–10 (1) | Don Richards         | KO Tecnico (stop dall'angolo)            | KOTC 45: King of the Cage 45                           | 20 novembre 2004  | 1     | 5:00  | Belterra, Stati Uniti                    |      |
| Vittoria   | 158–41–10 (1) | Kaelan Gruchow       | KO (pugni)                               | Iowa Challenge 17                                      | 6 novembre 2004   | 1     | N/A   | Marshalltown, Stati Uniti                |      |
| Vittoria   | 157–41–10 (1) | Mark Long            | KO Tecnico (Sottomissione ai pugni)      | XKK: Fridley                                           | 5 novembre 2004   | 2     | 0:16  | Fridley, Stati Uniti                     |      |
| Vittoria   | 156–41–10 (1) | Dan Wheatley         | KO Tecnico (Sottomissione ai pugni)      | Judgment Night 2                                       | 3 novembre 2004   | 1     | 1:48  | Des Moines, Stati Uniti                  |      |
| Vittoria   | 155–41–10 (1) | Matt Albright        | KO Tecnico (pugni)                       | XKK: Des Moines                                        | 30 ottobre 2004   | 1     | 0:22  | Des Moines, Stati Uniti                  |      |
| Vittoria   | 154–41–10 (1) | Dan Wheatley         | KO (calcio alla testa)                   | Iowa Challenge 16                                      | 23 ottobre 2004   | 1     | N/A   | Oskaloosa, Stati Uniti                   |      |
| Vittoria   | 153–41–10 (1) | Dan Wheatley         | KO (calcio alla testa)                   | Judgment Night 1                                       | 6 ottobre 2004    | 1     | N/A   | Des Moines, Stati Uniti                  |      |
| Vittoria   | 152–41–10 (1) | Brandon Quigley      | Sottomissione (rear-naked choke)         | NFA: Battle For the Belts                              | 25 settembre 2004 | 1     | N/A   | East Grand Forks, Stati Uniti            |      |
| Vittoria   | 151–41–10 (1) | Jeremy Shuey         | KO Tecnico (Sottomissione ai pugni)      | River City Fight Club                                  | 4 settembre 2004  | 1     | N/A   | Iowa, Stati Uniti                        |      |
| Vittoria   | 150–41–10 (1) | Albert Newberry      | Sottomissione (guillotine choke)         | Xtreme Kage Kombat                                     | 7 agosto 2004     | 1     | N/A   | Des Moines, Stati Uniti                  |      |
| Vittoria   | 149–41–10 (1) | Tom McCloud          | Sottomissione (guillotine choke)         | Ultimate Throwdown                                     | 16 luglio 2004    | 1     | 2:13  | Des Moines, Stati Uniti                  |      |
| Vittoria   | 148–41–10 (1) | Rory Prazak          | Sottomissione (arm-triangle choke)       | Iowa Extreme Fighting                                  | 13 aprile 2004    | 2     | 2:23  | Fort Dodge, Stati Uniti                  |      |
| Vittoria   | 147–41–10 (1) | Ivan Carabello       | KO Tecnico (Sottomissione ai pugni)      | Dangerzone 26: Professional Level Cage Fighting        | 10 aprile 2004    | 1     | 0:32  | Osceola, Stati Uniti                     |      |
| Vittoria   | 146–41–10 (1) | Joe Ripple           | Sottomissione (front choke)              | Bar Room Brawl 25                                      | 31 marzo 2004     | 1     | 1:19  | Owatonna, Stati Uniti                    |      |
| Vittoria   | 145–41–10 (1) | Rory Prazak          | Sottomissione (armbar)                   | Bar Room Brawl 25                                      | 31 marzo 2004     | 1     | 2:50  | Owatonna, Stati Uniti                    |      |
| Vittoria   | 144–41–10 (1) | Albert Newberry      | Sottomissione (guillotine choke)         | AFA: Return of the Champions                           | 27 marzo 2004     | 1     | N/A   | Waterloo, Stati Uniti                    |      |
| Vittoria   | 143–41–10 (1) | Adam Norciaj         | KO (pugno)                               | NFA: Best Damn Fights                                  | 20 marzo 2004     | 1     | 0:05  | Fargo, Stati Uniti                       |      |
| Vittoria   | 142–41–10 (1) | Mike Preece          | KO Tecnico (Sottomissione ai pugni)      | VFC 7: Showdown                                        | 6 marzo 2004      | 1     | 0:20  | Council Bluffs, Stati Uniti              |      |
| Sconfitta  | 141–41–10 (1) | Eric Pele            | Sottomissione (verbale)                  | KOTC 32: Bringing Heat                                 | 25 gennaio 2004   | 1     | 1:35  | Miami, Stati Uniti                       |      |
| Vittoria   | 141–40–10 (1) | Manuel Quiroz        | KO Tecnico (Sottomissione ai pugni)      | AFA: Battle For the Belts 2                            | 23 gennaio 2004   | 1     | 1:03  | Iowa, Stati Uniti                        |      |
| Vittoria   | 140–40–10 (1) | Rory Prazak          | Sottomissione (guillotine choke)         | Bar Room Brawl 21                                      | 3 gennaio 2004    | 1     | 0:45  | Owatonna, Stati Uniti                    |      |
| Vittoria   | 139–40–10 (1) | Doug Sauer           | Sottomissione (rear-naked choke)         | RSF: Shooto Challenge 2                                | 2 gennaio 2004    | 1     | 2:05  | Belleville, Stati Uniti                  |      |
| Vittoria   | 138–40–10 (1) | Jason Purcell        | Sottomissione (armbar)                   | AFA: Second Coming                                     | 6 dicembre 2003   | 1     | 2:40  | Mason City, Stati Uniti                  |      |
| Vittoria   | 137–40–10 (1) | Travis Utley         | Sottomissione (rear-naked choke)         | Bar Room Brawl 18                                      | 19 novembre 2003  | 1     | 0:46  | Owatonna, Stati Uniti                    |      |
| Sconfitta  | 136–40–10 (1) | Travis Wiuff         | Decisione (non unanime)                  | Iowa Challenge 11                                      | 18 ottobre 2003   | 3     | 3:00  | Iowa, Stati Uniti                        |      |
| Vittoria   | 136–39–10 (1) | Joe Alvarez          | KO (pugni)                               | Iowa Extreme Fighting 11                               | 4 ottobre 2003    | 1     | 2:45  | Iowa, Stati Uniti                        |      |
| Vittoria   | 135–39–10 (1) | Brian Dunn           | Sottomissione (rear-naked choke)         | RSF: Shooto Challenge                                  | 3 ottobre 2003    | 1     | 1:35  | Belleville, Stati Uniti                  |      |
| Vittoria   | 134–39–10 (1) | Joe Nameth           | Sottomissione (kimura)                   | CFM: Octogono Extremo                                  | 27 settembre 2003 | 1     | N/A   | Monterrey, Messico                       |      |
| Sconfitta  | 133–39–10 (1) | Ray Seraile          | Decisione (unanime)                      | SuperBrawl 31                                          | 20 settembre 2003 | 3     | 3:00  | Honolulu, Stati Uniti                    |      |
| Vittoria   | 133–38–10 (1) | Rory Prazak          | KO Tecnico (pugni)                       | Bar Room Brawl 14                                      | 17 settembre 2003 | 2     | 2:37  | Stati Uniti                              |      |
| Vittoria   | 132–38–10 (1) | Vince Lucero         | Sottomissione (guillotine choke)         | XCF 2: Havoc in Havasu 1                               | 6 settembre 2003  | 1     | 2:30  | Lake Havasu City, Stati Uniti            |      |
| Vittoria   | 131–38–10 (1) | Bryan Robinson       | KO (calcio rotante)                      | Kickfest 6                                             | 23 agosto 2003    | 1     | 0:30  | Waterloo, Stati Uniti                    |      |
| Vittoria   | 130–38–10 (1) | Michael Miller       | Sottomissione (rear-naked choke)         | Extreme Challenge 52                                   | 15 agosto 2003    | 1     | 0:45  | Rock Island, Stati Uniti                 |      |
| Sconfitta  | 129–38–10 (1) | Miodrag Petkovic     | Decisione (unanime)                      | DF: Durata World Grand Prix 2                          | 10 agosto 2003    | 1     | 5:00  | Abbazia, Croazia                         |      |
| Vittoria   | 129–37–10 (1) | Brian Dunn           | KO (pugno)                               | AFA: Battle For the Belts                              | 12 luglio 2003    | 2     | 0:10  | Iowa, Stati Uniti                        |      |
| Vittoria   | 128–37–10 (1) | Lewis Burns          | Sottomissione (guillotine choke)         | AFA: Battle For the Belts                              | 12 luglio 2003    | 1     | 0:25  | Iowa, Stati Uniti                        |      |
| Vittoria   | 127–37–10 (1) | Victor Rohrer        | Sottomissione (front choke)              | Independence Day Showdown                              | 4 luglio 2003     | 1     | N/A   |                                          |      |
| Vittoria   | 126–37–10 (1) | Mike Delaney         | Decisione (unanime)                      | Freestyle Combat Challenge 11                          | 28 giugno 2003    | 3     | 5:00  | Racine, Stati Uniti                      |      |
| Vittoria   | 125–37–10 (1) | Demian Decorah       | Decisione (unanime)                      | IFA: The Return                                        | 3 maggio 2003     | 1     | 9:00  | Iowa, Stati Uniti                        |      |
| Vittoria   | 124–37–10 (1) | Jeremy Armstrong     | KO (pugno)                               | IFA: The Return                                        | 3 maggio 2003     | 1     | 1:01  | Iowa, Stati Uniti                        |      |
| Pareggio   | 123–37–10 (1) | Bruce Nelson         | Pareggio                                 | Sabin Showdown                                         | 26 aprile 2003    | 3     | 3:00  | Moorhead, Stati Uniti                    |      |
| Sconfitta  | 123–37–9 (1)  | Greg Wikan           | Sottomissione (verbale)                  | ICC 2: Rebellion                                       | 18 aprile 2003    | 1     | 4:43  | Minneapolis, Stati Uniti                 |      |
| Vittoria   | 123–36–9 (1)  | Royce Louck          | KO Tecnico (Sottomissione ai pugni)      | Minnesota Extreme Fight 2                              | 12 aprile 2003    | 1     | N/A   | Duluth, Stati Uniti                      |      |
| Vittoria   | 122–36–9 (1)  | Joe Riggs            | Sottomissione (strangolamento)           | RITC 45: Finally                                       | 1 marzo 2003      | 1     | 0:48  | Phoenix, Stati Uniti                     |      |
| Vittoria   | 121–36–9 (1)  | Dan Croonquist       | Sottomissione (guillotine choke)         | CAGE                                                   | 1 febbraio 2003   | 1     | 4:28  | Fort Dodge, Stati Uniti                  |      |
| Vittoria   | 120–36–9 (1)  | Jeremy Armstrong     | KO Tecnico (Sottomissione ai pugni)      | CAGE                                                   | 1 febbraio 2003   | 1     | 0:57  | Fort Dodge, Stati Uniti                  |      |
| Vittoria   | 119–36–9 (1)  | Mitch Walters        | KO (pugno)                               | CAGE                                                   | 1 febbraio 2003   | 1     | 0:12  | Fort Dodge, Stati Uniti                  |      |
| Vittoria   | 118–36–9 (1)  | Jeremy Armstrong     | Sottomissione (rear-naked choke)         | Sokol Hall Brawl 3                                     | 15 gennaio 2003   | 1     | 0:47  | Omaha, Stati Uniti                       |      |
| Sconfitta  | 117–36–9 (1)  | Jeremy Horn          | KO Tecnico (stop dall'angolo)            | ICC 1: Retribution                                     | 12 gennaio 2003   | 2     | 0:50  | Minneapolis, Stati Uniti                 |      |
| Vittoria   | 117–35–9 (1)  | Mike Toyne           | KO Tecnico (Sottomissione ai pugni)      | Blairstown Brawl 7                                     | 21 dicembre 2002  | 1     | 1:40  | Blairstown, Stati Uniti                  |      |
| Vittoria   | 116–35–9 (1)  | Josh Stamp           | KO Tecnico (Sottomissione ai pugni)      | Extreme Combat 1                                       | 6 dicembre 2002   | 1     | 1:45  | Minneapolis, Stati Uniti                 |      |
| Vittoria   | 115–35–9 (1)  | Raymond Luna         | Sottomissione (guillotine choke)         | Thursday Night Fights                                  | 4 novembre 2002   | 1     | 1:17  | Mason City, Stati Uniti                  |      |
| Sconfitta  | 114–35–9 (1)  | Forrest Griffin      | KO Tecnico (stop medico)                 | CC 1: Halloween Heat                                   | 26 ottobre 2002   | 1     | 5:00  | Atlanta, Stati Uniti                     |      |
| Vittoria   | 114–34–9 (1)  | Adam Harris          | KO (pugno)                               | Blairstown Brawl 6                                     | 5 ottobre 2002    | 1     | 0:06  | Blairstown, Stati Uniti                  |      |
| Sconfitta  | 113–34–9 (1)  | Ben Rothwell         | KO Tecnico (infortunio)                  | Freestyle Combat Challenge 8                           | 4 ottobre 2002    | 1     | 5:00  | Racine, Stati Uniti                      |      |
| Vittoria   | 113–33–9 (1)  | Riley McIlhon        | Sottomissione (rear-naked choke)         | Iowa Challenge 6                                       | 13 settembre 2002 | 1     | 4:13  | Iowa, Stati Uniti                        |      |
| Sconfitta  | 112–33–9 (1)  | Travis Wiuff         | Decisione (unanime)                      | Iowa Challenge 5                                       | 12 luglio 2002    | 3     | 5:00  | Iowa, Stati Uniti                        |      |
| Vittoria   | 112–32–9 (1)  | Johnathan Ivey       | Sottomissione (kimura)                   | XCF: California Pancration Championships               | 11 giugno 2002    | 1     | 3:39  | Los Angeles, Stati Uniti                 |      |
| Vittoria   | 111–32–9 (1)  | Darren Peyton        | KO Tecnico (Sottomissione ai pugni)      | Iowa Extreme Fighting 7                                | 19 aprile 2002    | 1     | 3:30  | Iowa, Stati Uniti                        |      |
| Vittoria   | 110–32–9 (1)  | Kevin Oliver         | KO Tecnico (Sottomissione ai pugni)      | American Reality Combat 3                              | 18 aprile 2002    | 1     | 0:28  | Evansdale, Stati Uniti                   |      |
| Vittoria   | 109–32–9 (1)  | Carle Garner         | Sottomissione (rear-naked choke)         | Tuesday Night Fights                                   | 26 marzo 2002     | 1     | 0:49  |                                          |      |
| Vittoria   | 108–32–9 (1)  | Don Lawrence         | KO Tecnico (Sottomissione ai pugni)      | Sunday Night Fights                                    | 11 marzo 2002     | 1     | 0:13  |                                          |      |
| Vittoria   | 107–32–9 (1)  | Jason Bentley        | KO Tecnico (Sottomissione ai pugni)      | Iowa Challenge 4                                       | 2 marzo 2002      | 1     | 0:40  | Iowa, Stati Uniti                        |      |
| Vittoria   | 106–32–9 (1)  | Robbie Beltz         | KO Tecnico (Sottomissione ai pugni)      | Tuesday Night Fights                                   | 24 gennaio 2002   | 1     | 0:14  | Cedar Rapids, Stati Uniti                |      |
| Vittoria   | 105–32–9 (1)  | Bruce Nelson         | KO Tecnico (Sottomissione ai pugni)      | Friday Night Fights                                    | 18 gennaio 2002   | 1     | 2:38  |                                          |      |
| Vittoria   | 104–32–9 (1)  | Tony Day             | KO (pugno)                               | Tuesday Night Fights                                   | 15 gennaio 2002   | 1     | 0:34  | Cedar Rapids, Stati Uniti                |      |
| Vittoria   | 103–32–9 (1)  | Tony Day             | KO (pugni)                               | Freestyle Combat Challenge 6                           | 5 gennaio 2002    | 1     | 1:24  | Racine, Stati Uniti                      |      |
| Sconfitta  | 102–32–9 (1)  | Mike Radnov          | Decisione (unanime)                      | Rock 'N' Rumble 1                                      | 28 dicembre 2001  | 3     | 5:00  |                                          |      |
| Vittoria   | 102–31–9 (1)  | Don Hildebrandt      | KO Tecnico (pugni)                       | CFC: Winter War                                        | 8 dicembre 2001   | 1     | 1:03  | Iowa, Stati Uniti                        |      |
| Vittoria   | 101–31–9 (1)  | Brad Russell         | KO (pugno)                               | Iowa Fight Night 3                                     | 10 novembre 2001  | 1     | 0:19  | Iowa, Stati Uniti                        |      |
| Vittoria   | 100–31–9 (1)  | Anthony Seu          | Sottomissione (rear-naked choke)         | Iowa Fight Night 2                                     | 27 ottobre 2001   | 1     | 1:11  | Iowa, Stati Uniti                        |      |
| Vittoria   | 99–31–9 (1)   | Scott Walker         | KO (pugno)                               | Iowa Fight Night 1                                     | 13 ottobre 2001   | 2     | 1:09  | Iowa, Stati Uniti                        |      |
| No-Contest | 98–31–9 (1)   | Greg Wikan           | No-Contest (stop prematuro)              | UW: Street Fight Minnesota                             | 30 settembre 2001 | 1     | N/A   | St. Paul, Stati Uniti                    |      |
| Pareggio   | 98–31–9       | Dan Severn           | Pareggio                                 | Iowa Challenge 3                                       | 22 settembre 2001 | 3     | 5:00  | Waterloo, Stati Uniti                    |      |
| Vittoria   | 98–31–8       | Jamie Webb           | KO Tecnico (pugni)                       | Gladiators 18                                          | 8 settembre 2001  | 1     | 0:28  |                                          |      |
| Vittoria   | 97–31–8       | Tony Day             | KO Tecnico (pugni)                       | Iowa Challenge 2                                       | 11 agosto 2001    | 1     | 0:38  | Cedar Rapids, Stati Uniti                |      |
| Vittoria   | 96–31–8       | Matt Clemens         | KO Tecnico (pugni)                       | Ultimate Submission Challenge                          | 7 luglio 2001     | 1     | 0:45  | Bethalto, Stati Uniti                    |      |
| Sconfitta  | 95–31–8       | Dan Severn           | Decisione (unanime)                      | WEC 1: Princes of Pain                                 | 30 giugno 2001    | 3     | 5:00  | Lemoore, Stati Uniti                     |      |
| Vittoria   | 95–30–8       | Andy Burwell         | KO Tecnico (Sottomissione ai pugni)      | Rumble on the River 2                                  | 25 giugno 2001    | 1     | 0:38  | West Terre Haute, Stati Uniti            |      |
| Vittoria   | 94–30–8       | Robert Bryant        | KO Tecnico (Sottomissione ai pugni)      | Lincoln Fights 2                                       | 17 giugno 2001    | 1     | 0:45  |                                          |      |
| Vittoria   | 93–30–8       | Cal Worsham          | KO Tecnico (stop dall'angolo)            | IFC Warriors Challenge 13                              | 15 giugno 2001    | 2     | 5:00  | California, Stati Uniti                  |      |
| Vittoria   | 92–30–8       | Demetrius Worlds     | Sottomissione (rear-naked choke)         | Lincoln Fights 1                                       | 10 giugno 2001    | 1     | 2:10  |                                          |      |
| Vittoria   | 91–30–8       | Ben Boyer            | KO Tecnico (Sottomissione ai pugni)      | Thursday Night Fights                                  | 30 maggio 2001    | 1     | 0:25  | Omaha, Stati Uniti                       |      |
| Vittoria   | 90–30–8       | Lionel Saunders      | Sottomissione (armbar)                   | Thursday Night Fights                                  | 30 maggio 2001    | 1     | 1:30  | Omaha, Stati Uniti                       |      |
| Vittoria   | 89–30–8       | John Medina          | Sottomissione (armbar)                   | IFF 8: End Game                                        | 18 maggio 2001    | 1     | 0:39  | Iowa, Stati Uniti                        |      |
| Pareggio   | 88–30–8       | Clayton Miller       | Pareggio                                 | Iowa Challenge Eliminations 1                          | 28 aprile 2001    | 1     | 10:00 |                                          |      |
| Pareggio   | 88–30–7       | Mark Jaquith         | Pareggio                                 | Kickfest 3                                             | 13 aprile 2001    | 1     | 12:00 | Iowa, Stati Uniti                        |      |
| Vittoria   | 88–30–6       | Ben Boyer            | Sottomissione (rear-naked choke)         | Freestyle Combat Challenge 4                           | 31 marzo 2001     | 1     | 0:48  | Racine, Stati Uniti                      |      |
| Vittoria   | 87–30–6       | Allan Sullivan       | Sottomissione (armbar)                   | Reality Submission Fighting 3                          | 30 marzo 2001     | 1     | 7:35  | Belleville, Stati Uniti                  |      |
| Sconfitta  | 86–30–6       | Rich Franklin        | KO Tecnico (mano rotta)                  | Rings USA: Battle of Champions                         | 17 marzo 2001     | 1     | 5:00  | Council Bluffs, Stati Uniti              |      |
| Vittoria   | 86–29–6       | Ron Faircloth        | Sottomissione (armbar)                   | Iowa Challenge 1                                       | 10 febbraio 2001  | 1     | 2:55  | Waterloo, Stati Uniti                    |      |
| Vittoria   | 85–29–6       | Kerry Schall         | KO Tecnico (pugni)                       | Extreme Tuesday Night Fights                           | 18 gennaio 2001   | 1     | 6:56  | Davenport, Stati Uniti                   |      |
| Vittoria   | 84–29–6       | Troy Rugger          | Sottomissione (armbar)                   | Freestyle Combat Challenge 3                           | 6 gennaio 2001    | 1     | 0:45  |                                          |      |
| Sconfitta  | 83–29–6       | Harout Terzyan       | Sottomissione (toe hold)                 | Reality Submission Fighting 2                          | 5 gennaio 2001    | 1     | 3:26  |                                          |      |
| Vittoria   | 83–28–6       | Troy Rugger          | KO Tecnico (Sottomissione ai pugni)      | Iowa Free Fight 7                                      | 15 dicembre 2000  | 1     | 1:20  | Iowa, Stati Uniti                        |      |
| Sconfitta  | 82–28–6       | Evan Tanner          | Sottomissione (triangle choke)           | Unified Shoot Wrestling Federation 18                  | 25 novembre 2000  | 1     | 4:31  | Amarillo, Stati Uniti                    |      |
| Vittoria   | 82–27–6       | Steve Miller         | KO Tecnico (Sottomissione ai pugni)      | Iowa Free Fight 6                                      | 19 novembre 2000  | 1     | 1:47  | Iowa, Stati Uniti                        |      |
| Sconfitta  | 81–27–6       | Mike Rogers          | Sottomissione (neck crank)               | Submission Fighting Championships 12                   | 3 novembre 2000   | 1     | N/A   | Collinsville, Stati Uniti                |      |
| Sconfitta  | 81–26–6       | Dan Severn           | Sottomissione (rear-naked choke)         | Dangerzone: Night of the Beast                         | 28 ottobre 2000   | 1     | 2:01  | Lynchburg, Stati Uniti                   |      |
| Vittoria   | 81–25–6       | Wesley Correira      | Sottomissione (armbar)                   | SuperBrawl 18                                          | 26 ottobre 2000   | 1     | 4:49  | Agana, Guam                              |      |
| Vittoria   | 80–25–6       | Greg Wikan           | Sottomissione (armbar)                   | Rings USA: Rising Stars Final                          | 30 settembre 2000 | 1     | 3:48  | Moline, Stati Uniti                      |      |
| Vittoria   | 79–25–6       | Bruce Nelson         | Sottomissione (guillotine choke)         | IFF 5: Battle for the Belts                            | 23 settembre 2000 | 1     | 1:19  | Iowa, Stati Uniti                        |      |
| Vittoria   | 78–25–6       | Ron Rumpf            | KO (pugno)                               | IFF 5: Battle for the Belts                            | 23 settembre 2000 | 1     | 0:08  | Iowa, Stati Uniti                        |      |
| Vittoria   | 77–25–6       | Bruce Nelson         | KO (pugni)                               | IFF 5: Battle for the Belts                            | 23 settembre 2000 | 1     | 2:54  | Iowa, Stati Uniti                        |      |
| Vittoria   | 76–25–6       | Harry Moskowitz      | Sottomissione (armbar)                   | Submission Fighting Championships 11                   | 23 agosto 2000    | 1     | 6:28  | Collinsville, Stati Uniti                |      |
| Vittoria   | 75–25–6       | Quinton Lemke        | KO Tecnico (Sottomissione ai pugni)      | Iowa Free Fight 4                                      | 28 luglio 2000    | 1     | 1:36  | Iowa, Stati Uniti                        |      |
| Sconfitta  | 74–25–6       | Tsuyoshi Kosaka      | Decisione (unanime)                      | Rings USA: Rising Stars Block A                        | 15 luglio 2000    | 3     | 5:00  | Orem, Stati Uniti                        |      |
| Vittoria\| | 74–24–6       | Matt Frost           | Sottomissione (rear-naked choke)         | Gladiators 7                                           | 14 luglio 2000    | 1     | 2:17  |                                          |      |
| Sconfitta  | 73–24–6       | Zaza Tkeshelashvili  | Sottomissione (achilles lock)            | Rings Russia: Russia vs. The World                     | 20 maggio 2000    | 1     | 1:20  | Yekaterinburg, Russia                    |      |
| Vittoria   | 73–23–6       | Chad Gilson          | KO (pugni)                               | Submission Fighting Championships 10                   | 28 aprile 2000    | 1     | 0:51  | Collinsville, Stati Uniti                |      |
| Sconfitta  | 72–23–6       | Renato Sobral        | Sottomissione (armbar)                   | Rings: Millennium Combine 1                            | 20 aprile 2000    | 1     | 4:49  | Tokyo, Giappone                          |      |
| Vittoria   | 72–22–6       | Mitch Rosland        | KO Tecnico (Sottomissione ai pugni)      | Iowa Free Fight 2                                      | 3 marzo 2000      | 1     | 1:11  | Iowa, Stati Uniti                        |      |
| Sconfitta  | 71–22–6       | Ricco Rodriguez      | Sottomissione (armbar)                   | KOTC 2 - Desert Storm                                  | 5 febbraio 2000   | 1     | 4:49  | San Jacinto, Stati Uniti                 |      |
| Vittoria   | 71–21–6       | Jay Carmack          | Sottomissione (guillotine choke)         | Submission Fighting Championships 9                    | 28 gennaio 2000   | 1     | 3:28  | Belleville, Stati Uniti                  |      |
| Vittoria   | 70–21–6       | Kristof Midoux       | KO (pugni)                               | IFC: Battleground 2000                                 | 22 gennaio 2000   | 1     | 8:51  | Kahnawake, Canada                        |      |
| Vittoria   | 69–21–6       | Shane Bailey         | KO Tecnico (pugni)                       | Iowa Free Fight 1                                      | 18 gennaio 2000   | 1     | 0:24  | Iowa, Stati Uniti                        |      |
| Vittoria   | 68–21–6       | Brad Schafer         | Sottomissione (armbar)                   | Iowa Free Fight 1                                      | 18 gennaio 2000   | 1     | 7:38  | Iowa, Stati Uniti                        |      |
| Vittoria   | 67–21–6       | Jason Fulcher        | KO Tecnico (pugni)                       | Iowa Free Fight 1                                      | 18 gennaio 2000   | 1     | 1:03  | Iowa, Stati Uniti                        |      |
| Sconfitta  | 66–21–6       | Branden Lee Hinkle   | KO Tecnico (infortunio)                  | Holiday Fight Party                                    | 11 dicembre 1999  | 1     | 12:38 | Georgia, Stati Uniti                     |      |
| Sconfitta  | 66–20–6       | Ian Freeman          | KO Tecnico (ritiro)                      | MB 1: The Beginning                                    | 5 dicembre 1999   | 2     | 5:00  | Londra, Regno Unito                      |      |
| Vittoria   | 66–19–6       | Jason Allar          | KO Tecnico (Sottomissione ai pugni)      | Extreme Challenge 30                                   | 1 dicembre 1999   | 1     | 2:53  | Council Bluffs, Stati Uniti              |      |
| Vittoria   | 65–19–6       | Kevin Leemon         | KO Tecnico (Sottomissione ai pugni)      | Iowa Extreme Fighting 5                                | 28 novembre 1999  | 1     | 1:33  | Iowa, Stati Uniti                        |      |
| Vittoria   | 64–19–6       | Mike Bruce           | KO Tecnico (Sottomissione ai pugni)      | Dangerzone: Ft. Wayne                                  | 22 novembre 1999  | 1     | 0:55  | Fort Wayne, Stati Uniti                  |      |
| Pareggio   | 63–19–6       | Sanae Kikuta         | Pareggio                                 | Pancrase - Breakthrough 9                              | 25 ottobre 1999   | 1     | 15:00 | Tokyo, Giappone                          |      |
| Vittoria   | 63–19–5       | Brad Schafer         | Sottomissione (armbar)                   | Kickfest 2                                             | 9 ottobre 1999    | 1     | 1:03  | Waterloo, Stati Uniti                    |      |
| Vittoria   | 62–19–5       | Aaron Keeney         | KO Tecnico (pugni)                       | Extreme Challenge: Trials                              | 4 ottobre 1999    | 1     | 1:54  | Mason City, Stati Uniti                  |      |
| Sconfitta  | 61–19–5       | John Marsh           | Sottomissione (heel hook)                | SuperBrawl 13                                          | 7 settembre 1999  | 2     | 2:48  | Honolulu, Stati Uniti                    |      |
| Sconfitta  | 61–18–5       | Tedd Williams        | Decisione (unanime)                      | Lionheart Invitational                                 | 1 settembre 1999  | 1     | 20:00 | Atlanta, Stati Uniti                     |      |
| Vittoria   | 61–17–5       | Wade Rome            | KO Tecnico (pugni)                       | Extreme Challenge 27                                   | 21 agosto 1999    | 1     | 0:59  | Davenport, Stati Uniti                   |      |
| Vittoria   | 60–17–5       | Dan Chase            | KO (pugno)                               | Absolute Face Off                                      | 8 agosto 1999     | 1     | 0:40  | Phoenix, Stati Uniti                     |      |
| Vittoria   | 59–17–5       | David Dodd           | Decisione (unanime)                      | UFC 21: Return of the Champions                        | 16 luglio 1999    | 2     | 5:00  | Cedar Rapids, Stati Uniti                |      |
| Sconfitta  | 58–17–5       | Ahmad Ahmad          | Sottomissione (heel hook)                | Neutral Grounds 12                                     | 28 maggio 1999    | 1     | N/A   |                                          |      |
| Sconfitta  | 58–16–5       | Jeremiah Miller      | Decisione (unanime)                      | Neutral Grounds 12                                     | 19 maggio 1999    | 1     | 10:00 |                                          |      |
| Vittoria   | 58–15–5       | Heath Herring        | Decisione (unanime)                      | Extreme Challenge 24                                   | 15 maggio 1999    | 1     | 12:00 | Salt Lake City, Stati Uniti              |      |
| Sconfitta  | 57–15–5       | Pete Williams        | Sottomissione (armbar)                   | UFC 20: Battle for the Gold                            | 7 maggio 1999     | 1     | 6:28  | Birmingham, Stati Uniti                  |      |
| Vittoria   | 57–14–5       | Albert Newberry      | KO Tecnico (Sottomissione ai pugni)      | Kickfest 1                                             | 3 aprile 1999     | 1     | 1:21  | Cedar Falls, Stati Uniti                 |      |
| Sconfitta  | 56–14–5       | Vladimir Matyushenko | Sottomissione (neck crank)               | IFC: Fighters Revenge                                  | 2 aprile 1999     | 1     | 15:33 | Quebec, Canada                           |      |
| Vittoria   | 56–13–5       | Harry Moskowitz      | KO (pugni)                               | HOOKnSHOOT: Horizon                                    | 20 marzo 1999     | 1     | 2:00  | Evansville, Stati Uniti                  |      |
| Vittoria   | 55–13–5       | Kevin Burrell        | KO (pugno)                               | Submission Fighting Championships 5                    | 31 gennaio 1999   | 1     | 0:06  | Belleville, Stati Uniti                  |      |
| Vittoria   | 54–13–5       | Tommy Graham         | Sottomissione (armbar)                   | HOOKnSHOOT: Trial                                      | 30 gennaio 1999   | 1     | 2:45  | Evansville, Stati Uniti                  |      |
| Vittoria   | 53–13–5       | Barrett Banks        | KO (pugno)                               | Extreme Boxing 1                                       | 20 gennaio 1999   | 1     | 0:38  | Davenport, Stati Uniti                   |      |
| Vittoria   | 52–13–5       | John Dixson          | Sottomissione (armbar)                   | IFC: Extreme Combat                                    | 9 gennaio 1999    | 1     | 0:39  | Montreal, Canada                         |      |
| Vittoria   | 51–13–5       | Peter McLeod         | Sottomissione (armbar)                   | IFC: Extreme Combat                                    | 9 gennaio 1999    | 1     | 5:00  | Montreal, Canada                         |      |
| Vittoria   | 50–13–5       | Wade Hamilton        | Sottomissione (rear-naked choke)         | IFC: Extreme Combat                                    | 9 gennaio 1999    | 1     | 1:22  | Montreal, Canada                         |      |
| Sconfitta  | 49–13–5       | George Allen         | Squalifica                               | New Year's Eve Knockout 1                              | 31 dicembre 1998  | 1     | N/A   | Atlanta, Stati Uniti                     |      |
| Vittoria   | 49–12–5       | Jeremy Bullock       | KO (slam)                                | Extreme Challenge 22                                   | 21 novembre 1998  | 1     | 0:44  | West Valley City, Stati Uniti            |      |
| Sconfitta  | 48–12–5       | Mario Neto           | Sottomissione (rear-naked choke)         | Circuito Brasileiro de Vale Tudo 4                     | 18 novembre 1998  | 1     | 10:36 | Brasile                                  |      |
| Vittoria   | 48–11–5       | David Giannotti      | KO Tecnico (Sottomissione ai pugni)      | HOOKnSHOOT: Eruption                                   | 7 novembre 1998   | 1     | 2:20  | Evansville, Stati Uniti                  |      |
| Pereggio   | 47–11–5       | Joe Geromiller       | Pareggio                                 | Submission Fighting Championships 4                    | 6 novembre 1998   | 1     | 14:00 | Carbondale, Stati Uniti                  |      |
| Vittoria   | 47–11–4       | Luiz Claudio Nunes   | KO Tecnico (pugni)                       | World Vale Tudo Championship 6                         | 10 novembre 1998  | 1     | 1:53  | Brasile                                  |      |
| Vittoria   | 46–11–4       | Augusto Ferreira     | KO Tecnico (Sottomissione ai pugni)      | World Vale Tudo Championship 6                         | 1 novembre 1998   | 1     | 7:06  | Brasile                                  |      |
| Vittoria   | 45–11–4       | Alex Cerqueira       | KO Tecnico (Sottomissione ai pugni)      | World Vale Tudo Championship 6                         | 1 novembre 1998   | 1     | 2:18  | Brasile                                  |      |
| Vittoria   | 44–11–4       | Tommy Sauer          | KO Tecnico (Sottomissione ai pugni)      | Extreme Challenge 21                                   | 17 ottobre 1998   | 1     | 1:57  | Hayward, Stati Uniti                     |      |
| Pareggio   | 43–11–4       | Ikuhisa Minowa       | Pareggio                                 | Pancrase - Advance 9                                   | 4 ottobre 1998    | 2     | 3:00  | Tokyo, Giappone                          |      |
| Vittoria   | 43–11–3       | Albert Newberry      | Sottomissione (armbar)                   | Southern Iowa Ultimate Fighting 2                      | 10 settembre 1998 | 1     | 2:48  | Iowa, Stati Uniti                        |      |
| Vittoria   | 42–11–3       | Robby Ruby           | Sottomissione (armbar)                   | Southern Iowa Ultimate Fighting 2                      | 10 settembre 1998 | 1     | 1:38  | Iowa, Stati Uniti                        |      |
| Pareggio   | 41–11–3       | Larry Parker         | Pareggio                                 | Extreme Challenge 20                                   | 22 agosto 1998    | 1     | 15:00 | Davenport, Stati Uniti                   |      |
| Sconfitta  | 41–11–2       | Gabriel Ulbegi       | Decisione (unanime)                      | HOOKnSHOOT: Quest                                      | 14 agosto 1998    | 1     | 30:00 |                                          |      |
| Vittoria   | 41–10–2       | David Pa'aluhi       | Sottomissione Tecnica (triangle armbar)  | SuperBrawl 8                                           | 4 agosto 1998     | 1     | 1:47  | Honolulu, Stati Uniti                    |      |
| Vittoria   | 40–10–2       | Felix Mitchell       | KO (pugni)                               | Midwest Fighting 1                                     | 28 luglio 1998    | 1     | 4:25  |                                          |      |
| Vittoria   | 39–10–2       | Davey Conger         | Sottomissione (rear-naked choke)         | Midwest Fighting 1                                     | 28 luglio 1998    | 1     | 1:00  |                                          |      |
| Sconfitta  | 38–10–2       | Faith Ulbegi         | Decisione (unanime)                      | Cage Combat 3                                          | 15 luglio 1998    | 1     | 15:00 | Ontario, Canada                          |      |
| Vittoria   | 38–9–2        | Dave DeRosa          | Sottomissione (triangle choke)           | Cage Combat 3                                          | 15 luglio 1998    | 1     | 9:08  | Cleveland, Stati Uniti                   |      |
| Vittoria   | 37–9–2        | Devin Love           | Sottomissione (rear-naked choke)         | Cage Combat 3                                          | 15 luglio 1998    | 1     | 0:26  | Cleveland, Stati Uniti                   |      |
| Vittoria   | 36–9–2        | Mike Johnson         | Sottomissione (armbar)                   | Southern Iowa Ultimate Fighting 1                      | 25 giugno 1998    | 1     | 0:10  | Iowa, Stati Uniti                        |      |
| Vittoria   | 35–9–2        | Marvin Jones         | KO Tecnico (Sottomissione ai pugni)      | Southern Iowa Ultimate Fighting 1                      | 25 giugno 1998    | 1     | 2:11  | Iowa, Stati Uniti                        |      |
| Vittoria   | 34–9–2        | Brad Anderson        | Sottomissione (triangle armbar)          | IFC 8: Showdown at Shooting Star                       | 20 giugno 1998    | 1     | 2:56  | Mahnomen, Stati Uniti                    |      |
| Vittoria   | 33–9–2        | George Allen         | KO (gomitate)                            | IFC 8: Showdown at Shooting Star                       | 20 giugno 1998    | 1     | 3:17  | Mahnomen, Stati Uniti                    |      |
| Vittoria   | 32–9–2        | Guy Hinton           | Sottomissione (armbar)                   | Kombat Zone 1                                          | 13 giugno 1998    | 1     | 1:36  | Indiana, Stati Uniti                     |      |
| Vittoria   | 31–9–2        | Eric Hill            | Sottomissione (triangle choke)           | IFC 7: Cage Combat                                     | 30 maggio 1998    | 1     | 6:49  | Quebec, Canada                           |      |
| Vittoria   | 30–9–2        | Jaymon Hotz          | Sottomissione (triangle armbar)          | Extreme Challenge 18                                   | 15 maggio 1998    | 1     | 1:57  | Davenport, Stati Uniti                   |      |
| Vittoria   | 29–9–2        | Jeremy Morrison      | KO Tecnico (Sottomissione ai pugni)      | Fearless Freestyle Fighting 2                          | 9 maggio 1998     | 1     | 1:19  |                                          |      |
| Vittoria   | 28–9–2        | Jason Lautzenheiser  | Sottomissione (rear-naked choke)         | Fearless Freestyle Fighting 2                          | 9 maggio 1998     | 1     | 0:44  |                                          |      |
| Sconfitta  | 27–9–2        | Dan Severn           | Sottomissione (americana)                | Gladiators 2                                           | 18 aprile 1998    | 1     | 10:39 |                                          |      |
| Vittoria   | 27–8–2        | Clayton Miller       | Sottomissione (armbar)                   | Iowa Vale Tudo Championships 3                         | 10 aprile 1998    | 1     | 2:20  | Iowa, Stati Uniti                        |      |
| Vittoria   | 26–8–2        | Jason Powers         | Sottomissione (triangle choke)           | Iowa Vale Tudo Championships 3                         | 10 aprile 1998    | 1     | 0:51  | Iowa, Stati Uniti                        |      |
| Pareggio   | 25–8–2        | Jeremy Horn          | Pareggio                                 | Extreme Challenge 16                                   | 26 marzo 1998     | 1     | 20:00 | Iowa, Stati Uniti                        |      |
| Vittoria   | 25–8–1        | Jason Powers         | KO Tecnico (Sottomissione ai pugni)      | Iowa Vale Tudo Championships 2                         | 9 marzo 1998      | 1     | 0:22  | Iowa, Stati Uniti                        |      |
| Vittoria   | 24–8–1        | Bob Waters           | Sottomissione (armbar)                   | Iowa Vale Tudo Championships 2                         | 9 marzo 1998      | 1     | 2:00  | Iowa, Stati Uniti                        |      |
| Vittoria   | 23–8–1        | Courtney Turner      | KO Tecnico (Sottomissione ai pugni)      | RnB 2: Bare Knuckle Brawl                              | 20 febbraio 1998  | 1     | 1:16  | Atlanta, Stati Uniti                     |      |
| Vittoria   | 22–8–1        | Sam Adkins           | Sottomissione (armbar)                   | RnB 2: Bare Knuckle Brawl                              | 20 febbraio 1998  | 1     | 0:45  | Atlanta, Stati Uniti                     |      |
| Vittoria   | 21–8–1        | Jamie Schell         | Sottomissione (armbar)                   | RnB 2: Bare Knuckle Brawl                              | 20 febbraio 1998  | 1     | 0:36  | Atlanta, Stati Uniti                     |      |
| Vittoria   | 20–8–1        | Greg Ford            | Sottomissione (rear-naked choke)         | Extreme Challenge 14                                   | 13 febbraio 1998  | 1     | 1:40  | Hammond, United States                   |      |
| Sconfitta  | 19–8–1        | Jim Czajkowski       | Sottomissione (strangolamento)           | Extreme Challenge 13                                   | 16 gennaio 1998   | 1     | 2:33  | Kenosha, Stati Uniti                     |      |
| Vittoria   | 19–7–1        | Jim Theobald         | Sottomissione (armbar)                   | Extreme Challenge 13                                   | 16 gennaio 1998   | 1     | 3:48  | Kenosha, Stati Uniti                     |      |
| Vittoria   | 18–7–1        | Andy Schmidt         | KO Tecnico (Sottomissione ai pugni)      | Iowa Vale Tudo Championships 1                         | 29 dicembre 1997  | 1     | 0:43  | Iowa, Stati Uniti                        |      |
| Vittoria   | 17–7–1        | Ben Pearce           | KO Tecnico (Sottomissione ai pugni)      | Iowa Vale Tudo Championships 1                         | 29 dicembre 1997  | 1     | 0:47  | Iowa, Stati Uniti                        |      |
| Sconfitta  | 16–7–1        | Noe Hernandez        | Decisione (unanime)                      | Extreme Challenge 12                                   | 13 dicembre 1997  | 1     | 20:00 | Kalamazoo, Stati Uniti                   |      |
| Vittoria   | 16–6–1        | Eddie Moore          | Sottomissione (rear-naked choke)         | Extreme Challenge 12                                   | 13 dicembre 1997  | 1     | 6:23  | Kalamazoo, Stati Uniti                   |      |
| Vittoria   | 15–6–1        | Mike Delaney         | Sottomissione (guillotine choke)         | Extreme Challenge 11                                   | 22 novembre 1997  | 1     | 2:10  | Marshalltown, Stati Uniti                |      |
| Vittoria   | 14–6–1        | Bob Magee            | Sottomissione (armbar)                   | Extreme Challenge 10                                   | 4 ottobre 1997    | 1     | 1:00  | Des Moines, Stati Uniti                  |      |
| Sconfitta  | 13–6–1        | Matt Lindland        | Sottomissione (strangolamento)           | IFC 6: Battle at Four Bears                            | 20 settembre 1997 | 1     | 22:13 | New Town, Stati Uniti                    |      |
| Vittoria   | 13–5–1        | Paul Moller          | KO (pugno)                               | IFC 6: Battle at Four Bears                            | 20 settembre 1997 | 1     | 0:14  | New Town, Stati Uniti                    |      |
| Vittoria   | 12–5–1        | Clayton Miller       | Sottomissione (triangle choke)           | Iowa Extreme Fighting 1                                | 10 settembre 1997 | 1     | 0:51  | Iowa, Stati Uniti                        |      |
| Vittoria   | 11–5–1        | Dan Croonquist       | Sottomissione (neck crank)               | Iowa Extreme Fighting 1                                | 10 settembre 1997 | 1     | 2:22  | Iowa, Stati Uniti                        |      |
| Vittoria   | 10–5–1        | Ben Smaldino         | Sottomissione (armbar)                   | Iowa Extreme Fighting 1                                | 10 settembre 1997 | 1     | 0:47  | Iowa, Stati Uniti                        |      |
| Pareggio   | 9–5–1         | Jeremy Horn          | Pareggio                                 | Extreme Challenge 9                                    | 30 agosto 1997    | 1     | 15:00 | Davenport, Stati Uniti                   |      |
| Vittoria   | 9–5           | Dennis Reed          | Sottomissione (triangle choke)           | Extreme Challenge 8                                    | 9 agosto 1997     | 1     | 5:19  | Iowa, Stati Uniti                        |      |
| Sconfitta  | 8–5           | Brad Kohler          | Sottomissione                            | HOOKnSHOOT: Absolute Fighting Championship 2           | 19 luglio 1997    | 1     | 52:24 |                                          |      |
| Vittoria   | 8–4           | Dennis Reed          | KO (pugno)                               | Extreme Challenge 7                                    | 25 giugno 1997    | 1     | 0:33  | Council Bluffs, Stati Uniti              |      |
| Vittoria   | 7–4           | Matt Andersen        | KO Tecnico (Sottomissione ai pugni)      | Extreme Challenge 7                                    | 25 giugno 1997    | 1     | 3:43  | Council Bluffs, Stati Uniti              |      |
| Vittoria   | 6–4           | Dan Croonquist       | Sottomissione (americana)                | Ultimate Enticer                                       | 24 giugno 1997    | 1     | 1:11  | Evansdale, Stati Uniti                   |      |
| Vittoria   | 5–4           | August Porquet       | KO Tecnico (pugni)                       | Extreme Challenge 6                                    | 10 maggio 1997    | 1     | 4:21  | Battle Creek, Stati Uniti                |      |
| Sconfitta  | 4–4           | Brian Dunn           | Decisione (unanime)                      | Extreme Challenge 5                                    | 18 aprile 1997    | 1     | 15:00 | Waterloo, Stati Uniti                    |      |
| Vittoria   | 4–3           | Angelo Rivera        | KO Tecnico (pugni)                       | Extreme Challenge 5                                    | 18 aprile 1997    | 1     | 1:36  | Waterloo, Stati Uniti                    |      |
| Sconfitta  | 3–3           | Ryan Jensen          | Sottomissione (triangle choke)           | Extreme Challenge 4                                    | 22 febbraio 1997  | 1     | 1:40  | Council Bluffs, Stati Uniti              |      |
| Vittoria   | 3–2           | Dan Croonquist       | Sottomissione (armbar)                   | Extreme Challenge 3                                    | 15 febbraio 1997  | 1     | 0:50  | Davenport, Stati Uniti                   |      |
| Sconfitta  | 2–2           | Scott Morton         | Sottomissione (triangle choke)           | Extreme Challenge 2                                    | 1 febbraio 1997   | 1     | 1:46  | Des Moines, Stati Uniti                  |      |
| Vittoria   | 2–1           | Clayton Miller       | KO (pugni e gomitate)                    | Extreme Challenge 1                                    | 23 novembre 1996  | 1     | 3:09  | Des Moines, Stati Uniti                  |      |
| Vittoria   | 1–1           | Wesley Jamieson      | Sottomissione (guillotine choke)         | Brawl at the Ballpark 1                                | 1 settembre 1996  | 1     | 4:16  | Davenport, Stati Uniti                   |      |
| Sconfitta  | 0–1           | Dave Strasser        | Sottomissione (rear-naked choke)         | Gladiators 1                                           | 26 luglio 1996    | 1     | 3:07  | Davenport, Stati Uniti                   |      |